# مجلة الدراسات الفلسطينية
مجلة الدراسات الفلسطينية هي مجلة أكاديمية فصلية خضعت لمراجعة النظراء تأسست عام 1971. نشرتها مطبعة جامعة كاليفورنيا نيابة عن معهد الدراسات الفلسطينية. رئيس تحريرها هو الكاتب والمؤرخ الأمريكي ذو الأصل الفلسطيني رشيد الخالدي (جامعة كولومبيا). تتناول المجلة الشؤون الفلسطينية والصراع العربي الإسرائيلي، وتضم مقالات وبحوثاً ومقابلات مع شخصيات سياسية أو فكرية. وتحتوي على أبواب وثائقية وإعلامية ثابتة.

## التلخيص والفهرسة
يتم تلخيص المجلة وفهرستها في قاعدة بيانات سكوبس الاستشهاد بالعلوم الاجتماعية. وفقًا لتقارير الاستشهاد بالمجلات الأكاديمية فإن للجريدة عامل تأثير لعام 2017 يبلغ 0.179.

## أهمية المجلة
تعتبر المجلة مصدرا من المصادر التي يرجع إليها الكثير من الباحثين والكتاب وخصوصا في ما يتعلق بالقضايا الفلسطينية وأحوال الفلسطينيين وسياسة الاستيطان الإسرائيلي والتهجير الذي عانى منه الفلسطينيون، ويستند إليها المؤلفون والكتاب والدارسون كثيرا.
وتعنى المجلة بتطور القضية الفلسطينية والصراع العربي الإسرائيلي، وتتناول أوضاع الشعب الفلسطيني، كما تتحدث عن السياسة الإسرائيلية ومواقف الدول الكبرى ومنظمة الأمم المتحدة تجاه القضية الفلسطينية.

## أشكال أخرى

### المختار من مجلة الدراسات الفلسطينية
تصدر جامعة الكويت بالتنسيق مع إدارة ومجلس تحرير المجلة مختارات باللغة العربية من المقالات التي تنشر في المجلة في سلسلة تحت عنوان (المختار من مجلة الدراسات الفلسطينية).

### مجلة الدراسات الفلسطينية بالعربية
تصدر عن مؤسسة الدراسات الفلسطينية مجلة الدراسات الفلسطينية باللغة العربية التي يرأس تحريرها إلياس خوري، وهي مجلة فصلية تصدر بواقع أربعة أعداد في كل عام، وتصدر في بيروت منذ سنة 1990 وتوزع في البلاد العربية والعالم.

## روابط خارجية
- الموقع الرسمي